# Makrísia
Makrísia är en ort i Grekland.   Den ligger i prefekturen Nomós Ileías och regionen Västra Grekland, i den södra delen av landet, 190 km väster om huvudstaden Aten. Makrísia ligger 98 meter över havet och antalet invånare är 1 902.
Terrängen runt Makrísia är kuperad österut, men västerut är den platt. Runt Makrísia är det ganska tätbefolkat, med 72 invånare per kvadratkilometer. Närmaste större samhälle är Pýrgos, 16,2 km nordväst om Makrísia. == Kommentarer ==
1. ↑  Framräknat ur variansen i alla höjduppgifter (DEM 3") från Viewfinder Panoramas, inom 10 km radie.[2] Mer om algoritmen finns här: Användare:Lsjbot/Algoritmer.